# Stilbella clavispora
Stilbella clavispora är en svampart som beskrevs av Seifert 1985. Stilbella clavispora ingår i släktet Stilbella, ordningen köttkärnsvampar, klassen Sordariomycetes, divisionen sporsäcksvampar och riket svampar.   Inga underarter finns listade i Catalogue of Life.